# Тоджикістон
Тоджикісто́н (тадж. Тоҷикистон) — село у складі Хатлонської області Таджикистану. Входить до складу Гайратського джамоату Фархорського району.
Назва означає країна таджиків.
Населення — 1352 особи (2010; 1488 в 2009).
У селі народився Абдувалі Хасанов, воїн-інтернаціоналіст, загинув в Афганістані 1987 року.